# Jeux des petits États d'Europe 1991
Navigation
Chypre 1989 Malte 1993
Les Jeux des petits États d'Europe 1991, également connus comme les IVe Jeux des petits États d'Europe ont eu lieu en Andorre du 21 mai au 25 mai 1991.
Cette édition a réuni 697 sportifs de huit nationalités différentes.

## Disciplines
8 sports sont présents lors de ces Jeux. 
- Athlétisme
- Basket-ball
- Cyclisme
- Judo
- Tir
- Natation
- Tennis
- Volley-ball

## Tableau des médailles
Légende
- Pays hôte

| Rang | Nation        | Or | Argent | Bronze | Total |
| ---- | ------------- | -- | ------ | ------ | ----- |
| 1    | Islande       | 27 | 19     | 18     | 64    |
| 2    | Luxembourg    | 23 | 22     | 15     | 60    |
| 3    | Chypre        | 22 | 16     | 23     | 61    |
| 4    | Monaco        | 8  | 13     | 14     | 35    |
| 5    | Saint-Marin   | 1  | 2      | 5      | 8     |
| 6    | Malte         | 1  | 2      | 4      | 7     |
| 7    | Andorre       | 0  | 5      | 9      | 14    |
| 8    | Liechtenstein | 0  | 3      | 3      | 6     |